# Pholcus gracillimus
Pholcus gracillimus är en spindelart som beskrevs av Tord Tamerlan Teodor Thorell 1890. Pholcus gracillimus ingår i släktet Pholcus och familjen dallerspindlar. Inga underarter finns listade i Catalogue of Life.